# Personaggi di Tales of Xillia

## Personaggi principali

### Jude Mathis
Jude Mathis (ジュード・マティス Jūdo Matisu) è un giovane ragazzo che aspira a diventare medico e per questo è partito dal suo paese natale alla capitale di Fenmont. Tende a farsi coinvolgere, nel bene o nel male, nei problemi altrui. Per questo motivo finisce per venire travolto da una serie di eventi che lo porteranno a vivere un'avventura che va oltre il suo controllo. Generalmente è un topo da biblioteca dall'animo tranquillo e che non ama la violenza. Tuttavia, è dotato di grandi capacità nel combattimento corpo a corpo che si rivelerà di grande aiuto per il gruppo. Ammira Milla per la sua forza e convinzione e sente che sono questi i tratti che gli mancano, così decide di viaggiare con lei così da poter imparare dalla ragazza. In Tales of Xillia 2 incontra Ludger mentre egli va al lavoro e parla con Leia; In seguito i due si rincontrano sul treno cerimoniale insieme ad Elle e combattono insieme per fermare il treno e i piani di Julius. I due diventano migliori amici e vivono un'avventura insieme nel bene e nel male si aiutano quasi sempre.

### Ludger Kresnik
Ludger Will Kresnik (ルドガー・ウィル・クルスニク Rudogā Wiru Kurusuniku) è un giovane ragazzo che vive a Trigleph insieme al fratello di madre diversa Julius e al gatto Rollo. Tenta di accedere alla Spirius Corporation ma non ci riesce e diventa un bistrot alla stazione centrale della città. Lì incontra la bambina Elle Marta, per cui sviluppa nel corso dell'avventura un legame da figlia e il suo futuro migliore amico Jude che accompagna alla stazione. Si infiltra nel treno cerimoniale dove si scontra con i sottoposti della Oscore con delle doppie lame mentre dopo aver battuto Ivar, gli verranno consegnata due pistole. Grazie al Chronos, un orologio da taschino dello spazio temporale riesce a trasformarsi in Victor, il padre di Elle ovvero un'entità malvagia e spaventosa che può anche fare del bene soprattutto se Ludger riesce a comandarla. Stringe una promessa con Elle durante una serata al parco nella quale giura di portare la bambina nella Terra di Canaan e da quel momento Elle prova molto più piacere a stare con lui ed è spesso felice.

### Elle Marta
Elle Mel Marta (エル・メル・マータ Eru Meru Maata) è una bambina di otto anni che in fuga da dei terroristi in cerca del padre Victor, in realtà la trasformazione di Ludger durante la seconda dimensione. Elle fugge e le viene chiesto dal padre di recarsi sull'isola leggendaria di Canaan, narrata nei miti e nelle fiabe attraverso il treno cerimoniale nel quale si imbatte con Ludger e Jude, con cui inizia un viaggio. Prova molta simpatia per Rollo, di cui si prende cura. Anche se all'inizio non è molto felice di stare con Ludger, nel corso del gioco si affezionerà e lo tratterà come un padre, sentimento ricambiato dallo stesso Ludger. Ha paura dei tuoni ma pur di proteggere le persone che per lei sono importanti riesce a diventare molto coraggiosa; Viene protetta rigorosamente da Milla con cui la bambina diventa grande amica. Stringe una promessa con Ludger durante una serata al parco nella quale il ragazzo giura di portarla nella Terra di Canaan e da quel momento ha molto più piacere a stare con lui ed è spesso felice.

### Milla Maxwell
Milla Maxwell (ミラ＝マクスウェル Mira Makusuweru) è una ragazza affascinante e amichevole accompagnata dai Quattro Grandi Spiriti della Terra, del Vento, del Fuoco e dell'Acqua. Conosciuta per il suo forte senso del dovere con il nome di Maxwell, il Signore degli Spiriti. Non si fermerà davanti a nulla pur di raggiungere i suoi obiettivi. Nonostante sia incredibilmente saggia per la sua età, la sua poca esperienza nelle relazioni la rendono ignorante su alcune regole basilari in merito. È interessata alle caratteristiche e abitudini degli umani, anche quelle più insignificanti. Durante il viaggio con Jude per cui sviluppa una grande amicizia imparerà pian piano gli umani e le loro emozioni. In Tales of Xillia 2 Incontra Ludger e lo accompagna nel viaggio insieme ai suoi amici. Difende anche pur di rischiare la vita Elle e quest'ultima le vuole molto bene. Quando sta per morire esclama al ragazzo di prendere cura di Elle, ma poi viene salvata e ritorna a vivere normalmente insieme ai suoi più grandi amici. Appare prima di un'altra dimensione divergente ed accompagna il gruppo fino a legarsi a Elle. Viene sacrificata e sostituita dalla vera Milla Maxwell a causa di Rideaux.

### Alvin Svent
Alvin (アルヴィン Aruvin), abbreviazione di Alfred Vint Svent (アルフレド・ヴィント・スヴェント Alfredo Vuinto Suvuento) è un mercenario visitatore di tutto il mondo amico di Jude che aiuta il gruppo nella battaglia contro gli spiriti e tiene quasi sempre una compostezza matura ma allo stesso tempo socievole e simpatica. Suo padre è morto e lui è stato intrappolato diverse volte a Rieze Maxia e che in passato fu un agente della Exodus. Ha un cuore buono anche se dimostra quasi sempre il contrario. Chiama Jude "secchione", ma egli è uno dei suoi migliori amici e prova simpatia nei confronti di Ludger che improvvisamente decide di potersi fidare ed essere aiutato. Qualsiasi cosa faccia è per un resoconto personale ed è molto preciso e attento nell'agire infatti riesce molto facilmente a spiare una persona e tenerla d'occhio per sicurezza.

### Elize Lutus
Elize Lutus (エリーゼ・ルタス Erīze Rutasu) è una bambina esperta in arti spiritiche i cui genitori sono stati uccisi da Jiao. Anche se è piccola è molto potente ed amichevole. Il suo amplificatore si chiama Teepo (ティポ Tipo) ed è un bambolotto parlante che possiede poteri magici e può essere usato come supporto in battaglia. La ragazza incontra Ludger e gli altri dopo che li salva da un robot di Balan usando i suoi poteri spiritici e per questo viene subito notata dagli occhi di Ludger, sbalordito dalla potenza di una simile bambina. È cresciuta in uno strano ambiente che la ha resa estremamente timida quando ingaggia una conversazione. Non gli piacciono le altre persone al di fuori di Jude che considera il suo primo vero amico, ma in seguito capisce che tutti coloro che l'hanno aiutata nelle battaglie possono essere considerati amici.

### Leia Rolando
Leia Rolando (レイア・ロランド Reia Rorando) è una chiara ed energetica amica di infanzia di Jude. Mentre lavora come "ragazza immagine" per la locanda di famiglia, lavora anche come apprendista infermiera alla clinica dei genitori di Jude. Si sente solidale con i suoi compagni e si prende a cuore i loro problemi per aiutarli a risollevare il morale. È una appassionata di competizioni come arti marziali e sport, ma pensa che lo sforzo sia più importante della vittoria. Dopo che Jude e Milla ritornano alla sua città natale di Leronde, incontrano Leia. Leia si unisce a loro per la ricerca di un prezioso minerale in grado di curare la gamba di Milla che è stata gravemente ferita nella battaglia con Nachtigal. Dopo aver curato Milla, Leia decide di unirsi al gruppo, senza dirlo ai suoi genitori, perché crede di aver trovato in Milla una rivale in amore per Jude e perché vuole diventare una persona più forte. Nel sequel è una giornalista e appare per la prima volta come "informatrice falsa", perché, invece di conoscere Julius Kresnik conosce Julius Gattolfo Terzo, un gatto di cui nonostante il suo lavoro, le è stata indicata la cattura da parte del direttore. Da quel momento si unisce al gruppo.

### Rowen J. Illbert
Rowen J. Illbert (ローエン・J・イルベルト Rōen J. Iruberuto) fu un leggendario stratega di Rashugal conosciuto come "il Maestro". Dopo il suo ritiro diventa un anziano maggiordomo che offre i suoi servigi ad una agiata famiglia nobile, la famiglia Sharil. Anche se solitamente ha un'espressione gentile in viso, può occasionalmente mostrare uno sguardo affilato, dovuto al bagliore dei suoi occhi. È un esperto conoscitore di ogni cosa ed è in grado di stabilire giudizi affidabili nelle questioni. Rowen è per apparenza il più vecchio personaggio giocabile mai creato nella serie "Tales of". Ritorna in Tales of Xillia 2 dove si allea con Ludger e aiuta il suo gruppo a salvare la terra. Accompagna re Gaius (diventato buono e conosciuto nel sequel come Erston) e si unisce al gruppo dopo averlo salvato da uomini della Bhrat. In una sua versione falsa brucia gli uomini e tenta di sconfiggere il gruppo senza successo.

### Gaius
Gaius (ガイアス Gaiasu) è il re del regno Auj Ole, uno dei due stati di Rieze Maxia. Durante il suo regno Auj Ole venne diviso in due tribù che vennero sconfitte dopo tantissime guerre. Dopo che Auj Ole venne distrutto completamente Gaius decise di fondere un nuovo sistema di governo e per questo tenta di distruggere tutti gli Spyrixes e si allea brevemente con Muzet. Ma alla fine si schiera dalla parte di Jude nel primo capitolo e Ludger nel secondo per salvare dalle minacce di Elympios. L'uomo in Tales of Xillia 2 appare come un misterioso agente che in seguito si allea con Ludger e diventa amico del suo gruppo. Si ubriaca spesso ma non ne ha mai risentimenti. Nel sequel si fa chiamare Erston Outway, per non farsi più notare come Gaius nella sua vita normale dopo il male che fece in passato. Si unisce al gruppo, diventandone un amico buono dopo aver testato i poteri di Ludger nello sconfiggere il catalizzatore e aver osservato la distruzione di una dimensione divergente, durante la sua prima è proprio Wingul il catalizzatore.

### Muzet
Muzét (ミュゼ Myuze) è un grande spirito e sorella maggiore di Milla. All'inizio tenta di distruggere Exodus e aiuta il gruppo di Jude, ma in seguito si mette in combutta con Gaius; Maxwell gli dona i suoi soldati e la donna li sfrutta molto. Nel corso dell'avventura capisce che il suo ruolo dev'essere con la squadra di Jude e nel sequel di Ludger a causa del legame che i ragazzi hanno con il resto del gruppo e della fiducia che li circonda. Anche se non è presuntuosa, a causa del suo fascino sta quasi sempre a lodarsi e a congratularsi; si arrabbia infatti quando qualcuno non rimane accecato dalla sua bellezza (cosa che accade spesso anche per il suo comportamento). In una dimensione divergente diventa cattiva e picchia spesso la sorella, oltre ad essere falsamente cieca proprio a causa del salvataggio di Milla quando ancora era normale. Viene uccisa da Ludger insieme alla dimensione. Nella realtà comunica a Jude che Milla è scomparsa sia da Elympios che da Rieze Maxia.

## Antagonisti

### Exodus
Exodus, conosciuta in Giappone come Ark Noah (アルクノア Arukunoa) è un'organizzazione terroristica comandata da Gilland (ジランド Jirando), lo zio di Alvin che è l'antagonista principale del primo capitolo. Gilland manipola il re di Rashugal per costruire la Lancia di Kresnik. Dopo la morte del capo la Oscore fallisce e viene chiusa ma nel sequel riappare e continua a terrorizzare gli abitanti di Elympios, anche se poi esplode la base.

#### Gilland
Gilland (ジラド Jirando) è il capo di Exodus e nient'altro che lo zio di Alvin. È il responsabile del primo risveglio di Celsius, del piano del reattore ultraterreno e della segreta manipolazione di re Natchigal. Il piano viene però sventato da Jude e Milla; Celsius furioso perde il controllo e si mette contro il suo padrone contribuendo alla sua misera fine. Nel sequel riappare nella prima dimensione divergente dove tiene rinchiuso Aska, continuando a maltrattarlo per la funzione elettrica della Oscore ma viene ucciso dallo stesso spirito ribellato ed esplode insieme all'edificio. All'inizio guida il gruppo che si definisce da visitatore ma in seguito suo nipote lo stordisce colpendolo con la pistola e Gilland sviene. Riprende i sensi e attacca senza sosta Aska per farlo rientrare ma viene eliminato.

### Chimeriadi
Le Chimeriadi, noti in Giappone come Fauve (四象刃 Fōvu) sono quattro alleati di Gaius in Tales of Xillia. Essi sono Jiao, Wingul, Agria, e Presa.

#### Jiao
Jiao (ジャオ Jao) è un criminale ricercato responsabile della morte dei genitori di Elize e per questo si sente indebitato alla ragazza. Viene ucciso durante l'invasione di Elympios tentando di scappare. Come il resto delle altre Chimeriadi prova amicizia nei confronti del suo re, gesto che Gaius non capisce ma quando si schiera con la squadra di Jude intercetta.

#### Wingul
Wingul (ウィンガル Wingaru) fu il leader della tribù opposta al regno di Gaius anche se diventa suo alleato ed ammiratore. Viene ucciso dopo aver interferito nei piani di Gaius. In una dimensione divergente dopo il ritiro del trono del re, reazione alla morte della sorella Karla, prende il suo posto e diventa il re di Auj Ole, che manda in rovina. Essendo il catalizzatore di quella dimensione viene sconfitto dal gruppo, ucciso da Ludger ed esploso insieme al suo mondo. Si fa conoscere come Li Ying durante la sua monarchia. Come il resto delle altre Chimeriadi prova amicizia nei confronti del suo re, gesto che Gaius non capisce ma quando si schiera con la squadra di Jude intercetta.

#### Agria
Agria (アグリア Aguria) fu una nobile Rashugal chiamata originariamente Nadia Travis. Nella dimensione parallela Agria viene salvata da Leia e le due diventano grandi amiche. Come il resto delle altre Chimeriadi prova amicizia nei confronti del suo re, gesto che Gaius non capisce ma quando si schiera con la squadra di Jude intercetta.

#### Presa
Presa (プレザ Pureza) è una donna i cui parenti furono spie Rashugal che l'abbandonarono a causa di una chiamata del governo. Viene presa come spia ad Auj Ole e muore durante l'invasione di Elympios. Come il resto delle altre Chimeriadi prova amicizia nei confronti del suo re, gesto che Gaius non capisce ma quando si schiera con la squadra di Jude intercetta.

### Spirius Corporation
La Spirius Corporation, conosciuta nella versione originale come Clanspia Inc. (クランスピア社 Kuransupia Sha) è una famosa compagnia di difensori di Elympios alla quale Julius faceva anche parte.

#### Bisley Bakur
Bisley Bakur (バサバクー Basara Bakū) è il presidente della Spirius Corporation il cui ufficio è situato nella base dell'azienda al quarantesimo piano. Spiega a Ludger la sua missione nelle dimensioni divergenti, nonché le precedenti missioni del fratello Julius; inoltre gli mostra come utilizzare il chromatus per trasformarsi e lo assume come agente dopo averlo tenuto molto stretto agli occhi. In realtà però non gli rivela tutta la verità come il segreto di Victor. Ha un'aria parecchio sospettosa e misteriosa oltre al fatto che è sempre serio ed è accompagnato da Vera, che conosce per intero tutti i segreti della Spirius Corporation ed è appaltata con lui, infatti trova i piani del presidente molto ingegnosi. In realtà non è altri che lui l'antagonista principale che sacrifica Rideaux per dirigersi a Canaan e tenta di contrastare Chronos con i poteri di Elle. Può usare il chromatus ed è molto potente. Sfrutta sin dalla loro assunzione Julius e Rideaux, il Kresnik infatti sapendo delle vere intenzioni prova ad avvisare il fratello dei pericoli.

#### Vera
Vera (ヴェラ Vuera) è la segretaria del presidente Bisley Bakur e colei che contatta Ludger per informazioni riguardanti le sue missioni oppure gli dice dove recarsi. Ha un'anima sincera e buona, infatti anche se non doveva succedere Vera fa comunque entrare l'intero gruppo durante l'incontro con il presidente. Conosce tutti i segreti, dal primo all'ultimo, di Bisley Bakur e lo stima altrettanto. Non dubita mai dei suoi piani o delle sue menzogne: Vera, conoscendo la verità, non controbatte le parole di Bakur e lo rispetta senza dubbio. Vera è una grande amica di Nova, che viene spesso alla Spirius Corporation per informazioni su Ludger, ma le viene vietata la sapienza. Anche se è una ragazza piuttosto autoritaria e decisa quando si trova ad un appuntamento con un ragazzo sta in silenzio e per questo i ragazzi non le chiedono mai un secondo appuntamento come detto da Nova. Ogni mattina per prendere quell'aria si mette davanti allo specchio e ripete tutto il tempo "tutti i miei colleghi sono delle zucche", ancora e ancora. 

#### Rideaux
Rideaux (リドウ・ゼク・ルギエヴィート Ridou Zeku Rugievuito) è un agente della Spirius che vive a Duval e salva Ludger, Jude ed Elle dopo l'incidente sul treno cerimoniale. Per la cura, Rideaux indice a Ludger, messo sotto stretto controllo GHS, il gran debito di 20.000.000 di gald, che blocca alcuni permessi utili a salvare il mondo. L'uomo è estremamente severo e graziato allo stesso tempo; affronta tutto con maturità, calma e coraggio, anche se è solito truffare e imbrogliare le persone come Ludger che firma il contratto di prestito senza sapere di certe grandi conseguenze. Essendo il neo-direttore del Dipartimento degli Affari Dimensionali della Spirius Corporation e avendo il compito di gestire le faccende di Ludger, quando egli si fida di Julius e non lo ascolta, si ritrova a combatterlo, rivelando una notevole forza, anche se viene sconfitto e concede a Ludger un'ultima possibilità. Viene colpito duramente da Julius e per coprirsi gli occhi malridotti si mette degli occhiali da sole. Soltanto Ivar ha visto la sua faccia malridotta perché era con lui. In realtà è un membro della Exodus che sfrutta il sapere della missione del gruppo di Ludger per addentrarsi nella N.P.E. Sa usare il Chromatus allo stesso modo di Ludger ed evoca Milla per farsi servire ma alla fine la ragazza si schiera dalla parte di Jude. Tenta di uccidere Elle e sacrifica l'altra Milla.

#### Victor
Victor (ヴィクトル Vikutoru) è il padre di Elle, ovvero Ludger nel futuro di una dimensione divergente. Rappresenta il quinto guidasimbolo ed è diventato il catalizzatore di partizione dopo aver sfruttato i poteri del chromatus. Attira per ucciderlo, Ludger, attraverso Elle, e capito il fatto che la presenza dell'uomo fa del male alla bambina lo distrugge insieme alla dimensione. Tiene molto a sua figlia ma in realtà non proprio; anche se ribatte quasi sempre di volerla bene non è proprio ciò che prova: Infatti anche se "le vuole bene" la sfrutta e la usa e anche Elle poi si ribella a lui, però dopo la sua morte la bambina si dispera. Vuole eliminare Ludger per poter rinascere normale e non come catalizzatore; a causa del primo controllo di Elle del chromatus il potere ne ha i risentimenti sulla ragazza e la indebolisce sempre di più. Cucina benissimo e porta una maschera a coprire l'oscurità del catalizzatore. Nel futuro tenta di uccidere Bisley Bakur perché l'uomo vorrà impossessarsi della bambina; elimina Jude, Rowen, Elize, Teepo (che viene trovato da dei ragazzini durante l'arrivo del gruppo di Ludger) e li butta nel lago di Epsillia, luogo dove si trova la sua villetta acquatica nella quale vive insieme alla figlia.

#### Chronos
Chronos (クロノス Kuronosu) è uno dei tre spiriti originali master dello spaziotempo affiliato alla Spirius. Chronos è colui che dona i poteri del tempo al leggendario mago Kresnik. Appare per la prima volta nella prima dimensione divergente, precisamente alla breccia dimensionale, dove attacca prima Elle, difesa da Ludger dopo che ella nomina la Terra di Canaan e poi si scontra con l'intero gruppo. Si allontana a causa dell'arrivo di Julius, che trasporta tutti in un altro luogo e quindi Chronos è costretto ad andarsene. Può volare e ha un'armatura bianca nella quale possiede due affilate spade. Dall'aspetto è un uomo con lunghe chiome grigie sempre serio. Riuscendo a sopravvivere, si scontrerà prossimamente con il gruppo di Ludger e verrà sconfitto definitivamente. Quando appare si vedono delle rondelle che creano una voragine spaziotempo. A detta di Milla è il più antico, potente e solenne grande spirito al di sotto del grande spirito del vuoto, il regnante Origin.

## Personaggi minori

### Ivar
Ivar (イバル Ibaru) è un ragazzo che lavorava per Maxwell. Ivar odia Jude a causa della sua vicinanza con Maxwell, per cui lui prova dei sentimenti. Per questo finisce quasi sempre con il tentare di sconfiggerlo anche se non ci riesce mai. Viene assunto dal capo della Spirius Corporation come agente Junior e tenta ancora di distruggere Jude. Il ragazzo per sorvegliare Ludger in modo che egli svolga la sua missione si mette a vivere nell'appartamento accanto e gli consegna spesso equipaggiamenti potenti o nuove abilità come le pistole e il martello. Ivar porta a Ludger le pistole e si scontra con lui con la speranza di vincere, ma viene sconfitto molto facilmente e quando Jude tenta di aiutarlo a causa della loro "amicizia" lo rifiuta e si gestisce da solo. Sfrutta ogni occasione per vendicarsi di Ludger, che quasi sempre lo sconfigge, e lavora spesso con l'agente Rideaux. Anche se sembra cattivo non lo è infatti scherza molto spesso con Elle a proposito di Rideaux o dei colpi dati da Julius all'uomo ma appena l'uomo gli dà degli ordini lui obbedisce subito anche se con dubbio o ribrezzo.

### Nova
Nova (ノヴァ Novua) è una ragazza amica di Ludger e compagna delle elementari di quest'ultimo. Nova gestisce i pagamenti di Ludger attraverso il GHS e lo aiuta il più possibile oltre ad informarlo di questioni importanti. Vive a Trigleph e aiuta spesso il gruppo anche nelle battaglie. Essendo una grande amica di Milla le consegna lo Spectrus Portus (スペクタークリリン Supekutākuririn) che le permette di trasmettere la forza con l'oggetto e colpire l'avversario con un potente raggio stordente. È sempre felice, soprattutto quando si sente con Ludger, per cui si può capire da quando è con lui prova molto interesse e affetto che la portano pure a rischiare. Ogni volta che Ludger paga molto il suo debito gli fa un regalo da ritirare nella cassetta della posta del suo palazzo. Veste alla marinara, ovvero un vestito bianco, che è anche il colore del suo cappello. È una grande amica di Vera, che vede spesso a causa delle sue visite alla base della Spirius per conoscere ulteriori informazioni e stati su Ludger, preoccupata. Rivela segreti sentimentali su Vera al gruppo e per vendicarsi la donna rivela che in passato Nova si innamorò del fratello maggiore di un suo compagno ed una volta comprato il regalo ed essersi recata a casa spaventata sua consegnò il regalo a colui che le aveva aperto la porta, il fratello minore e se ne andò. In realtà il fratello minore era Ludger, per cui da quel giorno prova dei sentimenti amorevoli.

### Balan
Balan (バラン Baran) è il direttore della stazione di ricerca di Helioborg e il cugino di Alvin. Ha una gamba artificiale ed è un esperto scienziato e dottore. Non è il responsabile della ricreazione del grande spirito del fulmine Volt, di cui è completamente all'oscuro nonostante i sospetti del gruppo; ha un animo del tutto buono e si nasconde spesso. Alvin conosce i suoi nascondigli; infatti quando erano piccoli giocavano sempre insieme e nel presente si nasconde per fare uno scherzo al cugino che però lo trova immediatamente. Tenta di guardare ogni cosa con un punto di vista simpatico ma allo stesso tempo composto, maturo e intelligente. Infatti è molto abile nel suo lavoro: è uno dei migliori scienziati di spyrix di tutta Rieze Maxia e lo stesso vale per Elympios. Conosce i segreti degli spyrix e dei grandi spiriti, includendo i rischi che li circondano standoci vicino.

### Volt
Volt (ボルト Boruto) è il grande spirito del fulmine che viene sconfitto per la prima volta in Tales of Xillia, dal gruppo di Jude, diventando così un fossile spyrix. Viene riportato in vita nel sequel e viene affrontato dalla squadra di Ludger al tetto del tredicesimo piano della stazione di ricerca di Helioborg. Consiste in una sfera elettrica comandata da un uomo oscuro che esce solo raramente quando la colpisci più volte di seguito o usa attacchi frontali. Combatte usando scariche di fulmini molto rapide e fulminando gli avversari. Anche se è un grande spirito lo è solo minore; infatti la sua forza è molto più bassa se viene paragonata a uno come Chronos oppure Origin.

### Mary
Mary (メアリー Mearī) è una dei lavoratori della Stazione di Ricerca di Helioborg, che si occupa del progetto di Jude, ovvero quello per controllare senza fare del male gli spyrix. Appare nella storia di Jude; chiama il ragazzo perché è stata raggiunta da un uomo che vuole scambiare il prototipo del progetto per una pietra di grande spirito rubata che al rifiuto del dr. Mathis e della ragazza comunque regala a causa del rischio di essere trovato dalle forze armate e accusato di furto, anche se la pietra gli è stata consegnata. Appare spesso alla Stazione di Ricerca a Helioborg e si occupa rigorosamente del progetto di Jude, che ammira molto per le sue imprese. In seguito riporta in vita senza comunicarlo a Jude, per fare felice quest'ultimo il grande spirito Celsius, e tenta di controllarla. Appena Balan e il ragazzo ne vengono a conoscenza riescono a calmare lo spirito e a farlo scappare anche se ora è libero: Mary rimane dispiaciuta mentre Jude osservando i dolori provati da Celsius durante l'esperimento, abbandona il progetto.

### Aska
Aska (リルキャ Asuka) è un grande spirito dalle sembianze di un volatile argentato che viene rinchiuso da Gilland per usarlo come fonte energetica della Oscore nella prima dimensione divergente. Appena viene liberato si sfida con il gruppo. una volta finita la battaglia ed essere stato liberato racconta (parlando, abilità che sa usare come gli altri grandi spiriti) la storia del grande spirito del vuoto, Origin. Gilland comincia a colpirlo ripetutamente con la sua pistola, e disprezzato, vergognato e disgustato dal comportamento dell'uomo (lui oda tutti gli umani e li disprezza) lo uccide definitivamente. Infine esplode insieme all'impianto della Oscore a causa di Chronos. Nella quarta parte della storia di Milla riappare in un'altra dimensione divergente rinchiuso dal catalizzatore Dr. Martin Haus, che in seguito uccide, in una cella. In questa dimensione è molto affezionato a Jude e dopo che il ragazzo rifiuta di legarsi una seconda volta a lui si infuria con Milla e si scontra nuovamente contro Ludger, la ragazza e Jude.

### Bacura
Bacura (バクラ Bakura) è un mostro raro avversario di Ludger e il resto del gruppo. Consiste in un quadrato che compare nelle mappe improvvisamente apparendo e scomparendo. Avendo questa abilità è difficile riuscire a sfidarlo senza usare gli scatti. Il primo semplice Bacura appare nella strada maestra di Alest, mentre gli altri due, Bacura argento (バクラシルバー Bakura Shirubā) e Bacura oro (バクラゴールド Bakura Gōrudo). Quello argentato usa le tecniche di un boss ed è molto potente; è rintracciabile in tutte le mappe di mostri tranne la strada maestra di Torbalan e quella di Alest. Il tipo dorato è il doppio più potente di quello argentato ed appare soltanto nella Cava di Labari. L'ultimo è molto frequente anche se si può considerare il boss secondario della cava, dopo il mostro élite di frutta. Nella storia principale ha un ruolo importante; prima è un falso catalizzatore e in seguito viene distrutto da Chronos in una scena bonus per aver completato la storia del personaggio Muzét.

### Odin
Odin (オーディン Ōdin) è il guardiano delle rovine di Epsillia e dei dati digitali dei civili che in passato abitavano lì che appare nella penultima dimensione divergente e possiede un guidasimbolo per la Terra di Canaan. Per raggiungerlo si devono attraversare i grandi labirinti a piani che conducono all'ultimo livello di profondità. Custodisce i dati digitali degli abitanti della antica civiltà di Epsillia e tenta di intrappolare Elle in uno di questi, ma il suo piano viene sventato dopo la sua sconfitta da parte di Ludger, Milla, Elize e Leia. Esplode insieme alla rovina futuristica e nella realtà non appare mai; l'unica sua apparizione infatti è nelle rovine come boss principale.

### Marcus
Marcus (マーカス Mākasu) è un gracile ragazzo membro "sacrificabile" della Exodus e vecchio "amico" di Alvin, quando il ragazzo faceva parte di quel giro. Marcus non ascolta i consigli di Alvin e continua a far parte del gruppo che lo continua a sfruttare come una pedina. Nella storia principale ha un ruolo molto importante perché procura al gruppo di Jude la nave e li fa abbordare molto facilmente. Si unisce al gruppo durante la missione e in seguito li ringrazia per averlo salvato. Appare ancora, dopo essere stato difeso dalla vera Milla Maxwell dalla minaccia di Rideaux e per questo accompagna il gruppo fino all'abisso etereo per recuperare il guidasimbolo, finendo insieme a loro nella dimensione divergente. Comunque riesce a salvarsi grazie al gruppo che recupera ciò che cercano e tornano nella dimensione originaria. 

### Kitty Catt
Kitty Catt (キャットのカトリーナ Katirīna Kyatto) è una ragazza che abita a Trigleph nello stesso palazzo di Ludger e possiede cento gatti, specie di animali che adora follemente. Chiede aiuto ai protagonisti per poter ritrovare i cento gatti con cui viveva che sono scappati tutti. Veste e parla come un gatto infatti mentre discute con qualcuno dice quasi sempre "Meow". Qualche volta si può notare in giardino, nel corridoio del piano del suo appartamento oppure ti può parlare a proposito del numero dei gatti raccolti. Da quando accetti il lavoro puoi entrare nella sua "tana del gatto", ovvero il suo appartamento che contiene i gatti inviati dal giocatore attraverso la sezione "gattini".